# Arcaicam Esperantom
Arcaicam esperantom o esperanto arcaico es un idioma construido diseñado para parecer un «esperanto antiguo», de igual forma como el inglés antiguo, el español antiguo y el latín son para el inglés, el español y las lenguas romances en general, respectivamente. Fue creada por Manuel Halvelik como parte de una serie de variantes estilísticas que incluyen al gavaro (una jerga), popido (un «patois») y un vocabulario científico más cercano a las raíces greco-latinas.
La idea de un esperanto antiguo fue propuesta por el poeta húngaro Kálmán Kalocsay, quien en 1931 tradujo la Oración y sermón fúnebre, el primer texto escrito en húngaro que data del siglo XII, a un idioma con formas hipotéticas como si el esperanto fuera una lengua romance derivada del latín vulgar.

## Diferencias entre el arcaicam esperantom y el esperanto

### Ortografía

#### Letras modificadas
Las letras siguientes del esperanto se reemplazan en arcaicam esperantom como sigue: 
- La c es reemplazada con el dígrafo tz
- La ĉ es reemplazada con ch
- La f es reemplazada con el ph
- La ĝ es reemplazada con el gh
- La ĥ es reemplazada con el qh
- La j es reemplazada con la y
- La ĵ es reemplazada con la j
- La k es reemplazada con la c delante de la vocales a, o, u o con el dígrafo qu cuando está delante de e o i
- La ŝ es reemplazada con el sh
- La ŭ es reemplazada con la u o la w
- La v es reemplazada con la w

#### Diptongos
- aŭ pasa a ser aù
- dz pasa a ser zz
- eŭ pasa a ser eù
- ks pasa a ser x
- kv pasa a ser cù

### Pronombres
- mi se sustituye por mihi
- ci se sustituye por tu
- li se sustituye por lùi
- ŝi se sustituye por eshi
- ĝi se sustituye por eghi
- ni se sustituye por nos
- vi se sustituye por wos
- ili se sustituye por ilùi en el masculino y sihi en el femenino
- se crea un nuevo pronombre, egui, el cual es un pronombre de carácter personal y sexo neutro, el cual se usa para referirse a deidades, ángeles y seres similares.

### Verbos
- El imperativo toma la terminación y del plural en arcaicam esperantom.
- El infinitivo termina en ~ar si la raíz verbal en esperanto termina en e o i; "krii" en esperanto, se convierte en criar; llorar. Para todos los demás casos el infinitivo termina en ~ir; esti en esperanto, se convierte en estir; ser o estar.
- La conjugación es más compleja que en esperanto, las terminaciones son las mismas, ~as para el presente, ~is para el pretérito, ~os futuro y ~us condicional; sin embargo la s se reemplaza con las terminaciones: ~ms las primeras personas; ~t la tercera persona singular; ~it~' la segunda y tercera persona plural; la segunda persona singular no tiene cambios. Consecuentemente, los pronombres personales pueden omitirse si no hay ambigüedad.

Ejemplo: 
- (Mihi) estams
- (tu) estas
- (lui/eshi/eghi) estat
- (nos) estaims
- (ilui/sihi/wos) estait.

Los demás tiempos verbales se comportan de la misma manera, al igual que el modo condicional:
- La conjugación en tiempo futuro estos pasa a ser estoms, y de igual forma para los demás verbos en futuro.
- La conjugación en tiempo pasado estis pasa a ser estims, y de igual forma para los demás verbos en pasado.
- El modo condicional  estus pasa a ser estums, y de igual forma para los demás verbos en modo condicional.

La única excepción es el modo imperativo, el cual no sigue este patrón de conjugación, la forma imperativa estu sigue siendo estu para el singular, y se transforma en estuy en el plural.
- En el vocabulario las formas usualmente formadas con el prefijo ~mal en el esperanto tienen sus propias raíces.

### El sustantivo
El sustantivo puede tomar seis terminaciones en arcaicam esperantom:
| Lengua              | nominativo | nominativo | Acusativo | Acusativo | Dativo   | Dativo  | Genitivo | Genitivo |
|                     | singular   | plural     | singular  | plural    | singular | plural  | singular | plural   |
| ------------------- | ---------- | ---------- | --------- | --------- | -------- | ------- | -------- | -------- |
| Arcaicam Esperantom | ~om        | ~oy        | ~on       | ~oyn      | ~od      | ~oyd    | ~es      | ~eys     |
| Esperanto           | ~o         | ~oj        | ~on       | ~ojn      | al x~o   | al x~oj | de ~o    | de ~oj   |

- El nominativo que es esperanto termina en ~o en el singular y ~oj en el plural se hacen ~om y ~oy respectivamente
- El acusativo singular terminado en ~on no varía, el plural ~ojn se hace ~oyn
- El dativo se forma con la terminación ~od/~oyd. Por ejemplo "al la domo" a la casa es domod en arcaicam esperantom.
- El genitivo se forma terminando el sustantivo es/eys. Por ejemplo "de domo" de la casa en esperanto se transforma en "domes" en arcaicam esperantom. El esperanto conserva esta terminación en las palabras como "nenies" de nadie.

### El adjetivo
Los adjetivos concuerdan con las terminaciones de los sustantivos, reemplazando en todos los casos la ~o~ con la ~a~.

### El adverbio
En esperanto los adverbios derivados terminan en ~e~, en arcaicam esperantom la terminación se cambia a ~œ~.

### Correlativos
- ki- se transforma en cuy-
- ti- se transforma en ity-
- i- se transforma en hey-
- neni- se transforma en nemy-
- ĉi- se transforma en chey-
- ali- se transforma en altri-

Aunque "ali" no es un correlativo en esperanto, en arcaicam esperantom se usa como un correlativo en toda regla.
- -o se transforma en -om
- -a se transforma en -am
- -am se transforma en -ahem
- -e se transforma en -œ
- -om se transforma en -ohem
- -u permanece como -u
- -el permanece como -el
- -ĉi se transforma en is- (ĉi tiu = isityu)

### El artículo
- Tal como en latín, en arcaicam esperantom no hay artículos definidos. Si es necesario, una persona u objeto puede ser indicado por medio de ityu (en la actual tiu del esperanto).

- El esperanto «moderno» carece de artículo indeterminado; sin embargo, en el esperanto arcaico sí existe y es unn, el cual también es el nombre para el número 1.

## Ejemplos
- Mihi ityon bonoe comprenams. (Lo entiendo muy bien)
- Tempom phughat. (Tempus fugit / El tiempo vuela) - Virgilio.[2]
- Amom cheyon wencat. (Amor vincit omnia /  El amor todo lo vence) - Virgilio,[3]
- Ityel pasat mondes glorom. (Sic transit gloria mundi / Así pasa la gloria del mundo) - Tomás de Kempis.[4]
- Wenims, Widims, Wenquims. (Veni, vidi, vici / Llegué, vi, vencí) - Julio César.[5]

### Textos comparativos

#### Padre nuestro
Esta es una versión del Padrenuestro; nótese las diferencias con el mismo texto en esperanto y en español
| Arcaicam Esperantom Patrom noses, cuyu estas en chielom, estu sanctiguitam Tues nomom. Venu Tues regnom, plenumighu Tues wolom, cuyel en chielo, ityel ankez sur terom. Panon noses cheyutagan donu nosod hodiez. Cay pardonu nosod nies shuldoyn, cuyel ankez nos pardonaims shuldantoyd noses. Cay ne conducu nosoyn en tenton, sed liberigu nosoyn malbones. Amen. | Esperanto Patro nia, kiu estas en la ĉielo, sanktigata estu Via nomo. Venu Via regno. Fariĝu Via volo, kiel en la ĉielo, tiel ankaŭ sur la tero. Nian panon ĉiutagan donu al ni hodiaŭ, Kaj pardonu al ni niajn ŝuldojn, kiel ankaŭ ni pardonas al niaj ŝuldantoj. Kaj ne konduku nin en tenton sed liberigu nin de la malbono Amen. | Español Padre nuestro, que estás en el cielo, santificado sea tu nombre. Venga tu reino, Hágase tu deseo, En el cielo como también en la tierra. El pan nuestro de cada día, dánoslo hoy y perdona nuestras deudas como nosotros perdonamos a nuestros deudores y No nos conduzcas en tentación, líbranos del mal Amén |

#### La Espero, primera y segunda estrofa
| Arcaicam Esperantom En Mondod wenit unn nowam Sentom, Tra Mondom irrat unn phortam Wocom; Per Phlugiloy phatziles Wentes Nun del Locom phlugu eghi Locod. Ned unn Glawod Sangon soiphantam Eghi tirat homan Phamilion: Adu Mondom eternœ militantam Promesat sanctan Harmonion. | Esperanto En la mondon venis nova sento, tra la mondo iras forta voko; per flugiloj de facila vento nun de loko flugu ĝi al loko. Ne al glavo sangon soifanta ĝi la homan tiras familion: al la mond' eterne militanta ĝi promesas sanktan harmonion. | Español Al mundo ha llegado un nuevo sentimiento, Recorre el mundo una fuerte llamada; En alas de un viento ligero Ahora dejenla volar de un lugar a otro. No a la espada sedienta de sangre Esta llama a la familia humana: Al mundo que eternamente lucha Le promete una santa armonía. |

### Romeus ed Yulieta
Sed haltu: cuyam Lumom ityun Phenestron
Traradiat? Yemen orientom,
Ed Yulieta memes Sunom estat!
Lewizzu, belam Sunom, ed mortigu
Enwian Lunon, cuyu tristœ palat,
Char tu, Serwantom eshiam, yamen
Plid belam ol eshi memes estas. Ned estu plud
Eshiam Serwantom, se eshi tuin enwiat:
Eshiam westalam Robom werdam
Ed malsanetzam estat, ed solœ Pholuloy
Wolontœ eghin portait.  Eghin phorjetu.
Yemen Damom miham; ho, yemen Amom miham!
Se solœ ityon eshi stziut!